# Aberdare nationalpark
Aberdare nationalpark täcker de högre delarna av Aberdarebergen i centrala Kenya.

## Översikt
Parken ligger 180 km från Nairobi och sträcker sig över vitt varierande terrängtyper eftersom höjden sträcker sig från 2 100 till 4 200 meter över havet. Den grundades i maj 1950 och täcker en yta på 767 kvadratkilometer. Terrängen består av allt från höga bergstoppar till djupa v-formade dalar med floder och vattenfall. På lägre höjder finns ljunghed, bambu- och regnskogar.
Trakten runt Aberdare nationalpark är nära nog obefolkad, med mindre än två invånare per kvadratkilometer. Det finns inga större samhällen i närheten.

## Treetops Lodge
Aberdare National Park är mest känd för att det är här dottern Elizabeth befann sig när hon efter sin far Georg VI:s död natten mellan den 5 och 6 februari 1952 blev drottning. Vid faderns död befann sig Elizabeth tillsammans med sin gemål prins Philip på Treetops Lodge i parken, en enkel träbyggnad högt uppe i ett träd, för spaning efter vilda djur. Hon fick veta om sin fars död på eftermiddagen den 6 februari, efter att ha lämnat Treetops Lodge.

## Djurliv
Lättobserverde arter inkluderar leoparder, babianer och primater av släktet Colobus. Det finns även mer ovanliga arter som afrikansk guldkatt, bongo, elandantilop och spetsnoshörning. Fågelskådare kan få syn på 250 olika arter, t.ex. duvhök, örnar, solfåglar och strandpipare.
Lejonen som tidigare fanns i Aberdare har flyttats till andra nationalparker för att skydda den hotade Bongoantilopen.